# Vœux
Vœux es un libro póstumo del escritor francés Georges Perec, publicado en 1989 en la colección «La Librairie du XXème siècle» de Éditions du Seuil y que no ha sido traducido al castellano.
El libro incluye diez conjuntos de textos experimentales, llamados «textículos» con enigmas homofónicos, que el autor solía mandar como libritos policopiados a sus amigos para el Año Nuevo. Por ejemplo, «Le Petit abécédaire illustré» consta de la secuencia de vocales A, E, I, O, U, que combinada con las distintas consonantes BA, BE, BI, BO, BU, DA, DE, DI, DO, DU, etc., produce una frase significativa, como «Bah! Beh! Bi beau: but», que podría ser la petición de un niño pequeño para que le regalen una bicicleta en Navidad.
Varios de estos textos hasta entonces eran inéditos.
| #  | Título                           | Año Nuevo de |
| -- | -------------------------------- | ------------ |
| 1  | «Le Petit abécédaire illustré»   | 1970         |
| 2  | «Lieux communs travaillés»       | 1972         |
| 3  | «Versions latines»               | 1973         |
| 4  | «Les adventures de Dixion Harry» | 1975         |
| 5  | «Petite histoire de la musique»  | 1977         |
| 6  | «Œuvres anthumes»                | 1978         |
| 7  | «Gamine de blouse»               | 1979         |
| 8  | «ROM POL»                        | 1980         |
| 9  | «Dictionnaire des cinéastes»     | 1981         |
| 10 | «Cocktail Queneau»               | 1982         |

El texto «Le Petit Abécédaire illustré» fue más tarde leído para una grabación con música de Philippe Drogoz, emitida el 5 de marzo de 1972 para la radio France Culture junto a otros proyectos radiofónicos de Perec bajo el título AudioPerec.

### Procedencias
1. ↑  Edición original limitada a 100 copias hechas a mano en el centro cultural Moulin d'Andé. Luego publicado como:
  - «Petit abécédaire». Chroniques de l'art vivant, Maeght Editeur, 1 de enero de 1970.
  - «Le Petit abécédaire illustré». Oulipo. La Littérature potentielle. Créations, Re-créations, récréations, Gallimard, «Idées», 1973: pp. 239-244.[2]
2. 1 2  Inédito. Edición original limitada a 100 copias hechas a mano.
3. ↑  Inédito. Estarcido mecanografiado de 24 páginas. Aproximadamente unas 100 copias hechas en Griffydam, Leicestershire, a fines de diciembre de 1974.[4]
4. ↑  Inédito. 100 copias mecanografiadas con título «Petite histoire de la musique en 25 charades» y enumeradas de 197700 a 197799, distribuidas a comienzos de 1977.[4]
5. ↑  Antes publicado parcialmente en Le Magazine Littéraire (1978), n.º 141, octubre: p. 34, con el título «Charade» o «Charades bibliographiques».[2]
6. 1 2  Inédito.
7. ↑  Edición original limitada a posiblemente 150 copias impresas. Luego publicado en Le Fou parle (marzo de 1980), n.º 12, pp. 18-20.[4]
8. ↑  Inédito. Edición original limitada de copias impresas por P.O.L.[4]